# بورکاته
بورکاته (به لهستانی:  Burkaty) یک روستا در لهستان است که در گمینا سونگسک واقع شده‌است. بورکاته ۱۴۰ نفر جمعیت دارد.